# Toronaeus figuratus
Toronaeus figuratus är en skalbaggsart som beskrevs av Bates 1864. Toronaeus figuratus ingår i släktet Toronaeus och familjen långhorningar.
Artens utbredningsområde är:
- Guyana.
- Surinam.

Inga underarter finns listade i Catalogue of Life.